# لويس سانت لويس
لويس سانت لويس (بالإنجليزية: Louis St. Louis)‏ هو ملحن ومغني أمريكي، ولد في 1950.

## وصلات خارجية
- لويس سانت لويس على موقع IMDb (الإنجليزية)
- لويس سانت لويس على موقع ميوزك برينز (الإنجليزية)
- لويس سانت لويس على موقع قاعدة بيانات برودواي على الإنترنت (الإنجليزية)
- لويس سانت لويس على موقع ديسكوغز (الإنجليزية)
- لويس سانت لويس على موقع قاعدة بيانات الفيلم (الإنجليزية)